# 아이디 푸랑시쓰
아이디 푸랑시쓰(중국어: 艾迪·弗朗西斯, 병음: Àidí Fúlǎngxīsī, 한자음: 애적·불랑서사, 1990년 12월 17일~), 또는 에디 주언 프랜시스 코트지(영어: Eddy Juan Francis Coetzee)는 중화인민공화국의 축구 선수로 포지션은 수비수이다. 현재 중국 슈퍼리그의 상하이 선화에서 활동하고 있다.
탄자니아인 아버지와 중국인 어머니 사이에서 태어난 탄자니아계 중국인으로 연령별 대표팀을 포함하여 중화인민공화국의 축구 국가대표팀에서 활동한 첫 번째 혼혈 선수이다.

## 구단 경력
아이디는 1990년 중화인민공화국 상하이시에서 탄자니아인 아버지와 중국인 어머니 사이에서 태어났다. 그는 2000년 10살의 나이에 중화인민공화국의 축구 선수 출신 지도자 쉬건바오가 창설한 건바오 축구 기지의 입단 시험을 통과하며 건바오 축구 기지에 입학한 1기생들 중 1명이 되었다.
2006년 건바오 축구 기지를 졸업하고 건바오 축구 기지 졸업생들과 함께 새로 창단한 상하이 둥야에 입단해 중국 을급리그에서 뛰었다. 그는 신체 능력에서는 좋은 평가를 받았으나 훈련 태도 등 다른 영역에서는 좋은 평가를 받지 못했고 2006년 이후 상하이 둥야에서 방출되어 2007년 상하이 선화 SVA 축구 학교에 입단했다.
아이디는 2008년 중국 을급리그의 쑤저우 취푸스에 입단했으나 등록 문제로 인해 2008시즌에 출전하지 못했다. 2009년 쑤저우 취푸스가 중국 을급리그 출전을 포기했고 아이디는 닝보 화아오로 임대를 가 1시즌 동안 활동했다. 그는 닝보 화아오와의 임대 계약이 끝난 후 상하이 둥야에서 활동했다.
아이디는 2012년 1월 상하이 둥야와 다롄 이팡과의 선수 교환 거래의 일환으로 루이스 카를로스 카베사스가 상하이 둥야로 임대 이적을 하는 조건으로 다롄 이팡으로 이적했다. 그는 다롄 이팡으로 이적한 후 자국 선수 영입 제한 규정으로 인해 2012년 상하이 둥야로 재임대되었다.
2017년 1월 29일, 아이디는 중국 축구 협회와 보아비스타 FC의 파트너십 계약 체결의 일환으로 보아비스타와 1년 반 동안 유효한 계약을 체결하며 보아비스타로 이적했다. 2018년 2월 7일 상하이 선화로 이적했고 2월 26일 광저우 에버그란데와 상하이 선화와의 중국 FA 슈퍼컵 경기에서 상하이 선화 데뷔전을 가졌다. 그는 3월 2일 상하이 선화가 창춘 야타이에 1대 1로 비긴 경기에서 상하이 선화 소속으로 중국 슈퍼리그 데뷔 경기를 가졌다.

## 국가대표팀 경력
아이디는 2004년 AFC U-14 축구 선수권 대회에 참가하는 중국 U-14 축구 국가대표팀에 발탁되었다. 그는 해당 대회에서 27분 출전하며 연령별 대표팀을 포함하여 중화인민공화국의 축구 국가대표팀에서 활동한 첫 번째 혼혈 선수가 되었다.

## 개인사
아이디는 상하이어와 푸퉁화를 할 수 있지만 아버지의 국가 탄자니아에서 사용하는 영어, 스와힐리어, 프랑스어는 하지 못한다. 아이디가 다롄 이팡에서 뛰고 있을 때 같은 구단 동료였던 세이두 케이타가 아이디를 처음 보고 그가 자신과 같은 아프리카인이라고 생각해 프랑스어로 말을 걸었다. 프랑스어를 할 줄 모르는 아이디는 답변 없이 케이타를 쳐다보기만 했고 다롄 이팡의 수석 코치였던 리밍(중국어: 李明, 병음: Lǐ Míng, 한자음: 이명)이 케이타에게 아이디는 중국어만 할 수 있다고 설명했다.

## 수상 내역
상하이 둥야
- 중국 갑급리그: 2012

 상하이 선화
- 중국 FA컵: 2019, 2023
- 중국 FA 슈퍼컵: 2024